# Erzbistum Capiz
Das Erzbistum Capiz (lat.: Archidioecesis Capicensis) ist eine auf den Philippinen gelegene römisch-katholische Erzdiözese mit Sitz in Roxas City. Es umfasst die Provinz Capiz.

## Geschichte
Papst Leo XIII. gründete es am 27. Januar 1951 aus Gebietsabtretungen des Bistums Jaro und wurde dem Erzbistum Cebu als Suffragandiözese unterstellt. Am  29. Juni 1951 wurde es Teil der Kirchenprovinz des Erzbistums Jaro.
Am 17. Januar 1976 wurde es in den Rang eines Metropolitanerzbistums erhoben.
Teile seines Territoriums verlor es zugunsten der Errichtung folgender Bistümer:
- 19. Dezember 1974 an das Bistum Romblon;
- 17. Januar 1976 an das Bistum Kalibo.

## Bischöfe

### Bischöfe von Capiz
- Manuel Yap (13. Februar 1951 – 5. März 1952, dann Bischof von Bacolod)
- Antonio José Frondosa (5. März 1952 – 17. Januar 1976)

### Erzbischöfe von Capiz
- Antonio José Frondosa (17. Januar 1976 – 18. Juni 1986)
- Onesimo Cadiz Gordoncillo (18. Juni 1986 – 9. November 2011)
- Jose F. Kardinal Advincula (9. November 2011 – 25. März 2021, dann Erzbischof von Manila)
- Victor Bendico (seit 3. März 2023)

## Statistik
| Jahr | Bevölkerung | Bevölkerung | Bevölkerung | Priester     | Priester         | Priester       | Priester               | Ständige Diakone | Ordensleute  | Ordensleute      | Pfarreien |
| ---- | ----------- | ----------- | ----------- | ------------ | ---------------- | -------------- | ---------------------- | ---------------- | ------------ | ---------------- | --------- |
| Jahr | Katholiken  | Einwohner   | %           | Gesamtanzahl | Diözesanpriester | Ordenspriester | Katholiken je Priester | Ständige Diakone | Ordensbrüder | Ordensschwestern |           |
| 1958 | 549.528     | 619.532     | 88,7        | 72           | 72               |                | 7.632                  |                  |              | 29               | 50        |
| 1970 | 721.690     | 803.726     | 89,8        | 100          | 100              |                | 7.216                  |                  |              | 32               | 52        |
| 1980 | 503.000     | 537.000     | 93,7        | 45           | 45               |                | 11.177                 |                  |              | 43               | 22        |
| 1990 | 619.873     | 637.682     | 97,2        | 63           | 63               |                | 9.839                  |                  |              | 71               | 24        |
| 1999 | 622.437     | 648.372     | 96,0        | 73           | 73               |                | 8.526                  |                  |              | 85               | 30        |
| 2000 | 638.339     | 669.947     | 95,3        | 76           | 76               |                | 8.399                  |                  |              | 102              | 30        |
| 2001 | 640.240     | 674.156     | 95,0        | 84           | 84               |                | 7.621                  |                  |              | 118              | 30        |
| 2002 | 646.853     | 680.897     | 95,0        | 89           | 89               |                | 7.268                  |                  |              | 123              | 30        |
| 2003 | 655.353     | 694.489     | 94,4        | 87           | 87               |                | 7.532                  |                  |              | 132              | 26        |
| 2004 | 665.317     | 705.489     | 94,3        | 90           | 90               |                | 7.392                  |                  |              | 142              | 26        |
| 2006 | 682.360     | 722.792     | 94,4        | 96           | 96               |                | 7.107                  |                  |              | 132              | 26        |